# Carposina tincta
Carposina tincta là một loài bướm đêm thuộc họ Carposinidae. Nó là loài đặc hữu của Kauai, Lanai và Hawaii.